# Emlenton
Emlenton est un borough situé en bordure de la rivière Allegheny, en limite des comtés de Clarion et Venango, en Pennsylvanie, aux États-Unis,. En 2010, il comptait une population de 625 habitants. Il est incorporé le 27 janvier 1859.

## Démographie
Lors du recensement de 2010, le borough comptait une population de 625 habitants. Elle est estimée, en 2019, à 585 habitants.

### Source de la traduction
- (en) Cet article est partiellement ou en totalité issu de l’article de Wikipédia en anglais intitulé « Emlenton, Pennsylvania » (voir la liste des auteurs).